# 老港垃圾填埋场
老港垃圾填埋場又稱老港综合填埋场、老港生态环保基地，是中國上海市浦東新區東海之濱的大型垃圾填埋場，北連浦東國際機場，面积有15.3平方公里。當地處理上海约50%的生活垃圾。
老港垃圾填埋場始建於1985年，後來共有五期工程。前三期占地3.26平方公里，現已封場。由於未能嚴格防滲，一、二、三期對環境有一定的傷害。四期面積5040畝。2019年9月9日起，老港综合填埋场停止原生生活垃圾填埋处置业务。
2010年2月，上海老港再生能源利用中心能源中心一期开工建设，2013年5月30日投产运行，日焚烧处理生活垃圾3000吨。2019年6月28日，能源中心二期开始试运行。2022年12月11日，上海生物能源再利用中心项目三期开工仪式在老港生态环保基地举行。